# يركود (بني عروس)
يركود هي إحدى مشيخات المملكة المغربية، تتبع جغرافيا لإقليم العرائش وإداريًا لبني عروس. يقدر عدد سكانها بـ 3857 نسمة حسب الإحصاء الرسمي للسكان والسكنى لسنة 2004.